# 奥徳富岳
奥徳富岳（おくとっぷだけ）は、北海道石狩市と樺戸郡新十津川町とにまたがる標高1,346mの山。新十津川町の最高峰である。

## 概要
1992年頃に陸上自衛隊滝川駐屯地の副連隊長がレンジャー訓練の視察で暑寒別岳上空付近をヘリコプターで飛行中にこれまで新十津川町内最高峰とされてきたピンネシリの標高を上回る本山を発見、滝川市内やヘリコプターから複数回写真を撮影し地図と照らし合わせ命名されていない事に気づき、新十津川町役場に問い合わせたものの職員も山の存在を知らなかったため、北海道などの関係機関や隣接する浜益村と協議を行い命名を新十津川町に一任することとなった。
その後1993年9月から新十津川町が山名の公募を行い、町内外合わせ151通の応募から浜益村・岩見沢営林署・雨竜町・関係山岳会と協議し同年12月に「新十津川町の古称がトックであり、トップのイメージが有る」「徳富川の源流に位置している」「現存する徳富岳の西方奥に位置する」といった理由から3通の応募があった現在の山名に決定された。
この他雨竜町の観光パンフレットにおいて公募前の時点で「尾白利加岳」（おしらりかだけ）の俗称が用いられていたほか、尾白利加山（おしらりかさん）の別称も存在している。